# لوندا
لوندا (به ایتالیایی: Londa) یک کومونه در ایتالیا است که در استان فلورانس واقع شده‌است.

## خصوصیات
لوندا ۵۹٫۴ کیلومترمربع مساحت و ۱٬۸۴۰ نفر جمعیت دارد و ۲۲۶ متر بالاتر از سطح دریا واقع شده‌است.